# Huta Miedzi „Głogów”
Huta Miedzi „Głogów” – kombinat metalurgiczny w Głogowie, zajmujący się hutnictwem miedzi.

## Historia
Budowę głogowskiej huty rozpoczęto w 1967 (zdolność produkcyjna 80 tys. ton miedzi elektrolitycznej rocznie). Rok później podjęto decyzję o jej rozbudowie, zwiększając zdolność produkcyjną do 160 tys. ton (osiągniętą w 1974). W lipcu 1971 HM „Głogów I”, wyposażona w tradycyjne piece szybowe, została przekazana do eksploatacji.
W 1974 w Żukowicach pod Głogowem rozpoczęto budowę drugiej części huty – HM „Głogów II” (150 tys. t/rok). Jej uruchomienie nastąpiło 9 stycznia 1978. W HM „Głogów II” zastosowano nowoczesną, pierwszą tego typu na świecie, jednostadialną technologię wytopu miedzi w piecu zawiesinowym.
Obok głównych ciągów produkcyjnych w HM „Głogów” powstały wydziały zagospodarowujące metale i związki towarzyszące miedzi:
- dwie Fabryki Kwasu Siarkowego – utylizujące gazy konwertorowe na kwas siarkowy[2];
- Wydział Ołowiu – przerabiający surowce ołowionośne na ołów surowy[2];
- Wydział Metali Towarzyszących z oddziałami: arsenianu sodu, szlamów anodowych i oczyszczania elektrolitu.

W latach 1990–1993 przy HM „Głogów” został zbudowany Wydział Metali Szlachetnych, przerabiający szlamy anodowe powstałe w procesie elektrorafinacji miedzi, z których odzyskuje się srebro, złoto i niewielkie ilości platynowców.
W latach 2000–2001 całkowicie zmodernizowano istniejący od 1973 Wydział Ołowiu. Jego docelowa zdolność produkcyjna wynosi 22 tys. ton ołowiu surowego rocznie.
W HM „Głogów I” od 2014 r. prowadzono prace przygotowujące do zmiany technologii z pieców szybowych na technologię pieca zawiesinowego. W kwietniu 2015 r. został zatrzymany piec szybowy nr 1 i przeznaczono go do rozbiórki, a w lipcu 2016 r. podobną operację przeprowadzono z piecami nr 2 i nr 3. W październiku 2016 r. została uruchomiona największa na świecie instalację pieca zawiesinowego i pieca elektrycznego. Pierwszy spust miedzi z pieca zawiesinowego odbył się 16 października 2016 r. Nowa linia została otwarta 20 stycznia 2017 roku. W uroczystości wziął udział prezydent Andrzej Duda.

## Produkty
Podstawowe produkty HM „Głogów” to:
- Miedź elektrolitycznie rafinowana o czystości 99,99%[2], wytwarzana w postaci katod o wadze ok. 100 kg. Jakość katod miedzianych gwarantują marki: HMG-S dla huty „Głogów I” i HMG-B dla huty „Głogów II”, pod którymi są one zarejestrowane na Londyńskiej Giełdzie Metali (London Metal Exchange) w gatunku „A”[2].
- Srebro o czystości 99,99%, produkowane w postaci sztabek i granulatu[2]. Głogowskie srebro ma dwa certyfikaty: od 17 marca 1995 certyfikat „Good Delivery” na London Bullion Market Association[2] oraz od 26 lipca 2006 certyfikat „Good Delivery” na Dubai Multi Commodities Centre. Srebro z KGHM może być używane w rozliczeniach z bankami. Produkt w postaci granulatu jest wykorzystywany głównie w wymagającym najwyższej czystości przemyśle fotograficznym i elektronicznym[4]. W drugiej dekadzie XXI w. uzyskuje się około 1200 ton srebra rocznie.
- w lubińskiej rudzie miedzi znajdują się też niewielkie domieszki złota, platyny, palladu i selenu, które są pozyskiwane z tej rudy w hucie. Wielkość produkcji złota w 2015 wyniosła 2,7 tony[6], w 2016 r. 3,54 tony, a w 2017 r. 3,649 tony[7].

## Kontrowersje
Z powodu szkodliwego wpływu zakładu na środowisko zostały wysiedlone miejscowości Wróblin Głogowski (pozostała 1 rodzina, tj. 6 osób), Winowno, Bogomice, Rapocin, Biechów, Żukowice (pozostało ok. 100 osób).